# Coro universitario de la Universidad de Piura (Coro UDEP)
El Coro universitario de la Universidad de Piura (Coro UDEP) es una agrupación musical con sede en la Universidad de Piura, Perú. Desde el año 1992 el Coro es dirigido por el pianista, compositor, arreglista, director de coro y orquesta Arturo Hernández Chávez. En 2020 el Coro UDEP cumplió 28 años bajo su dirección. Cuenta con tres producciones discográficas: La Cátedra de Belén (2010), Polifonías de lo nuestro (2011) y Recital de música sacra (2014), además de numerosas grabaciones y videoclips musicales disponibles en YouTube.

## Inicios
El Coro UDEP surge en la Universidad de Piura, ante la necesidad de formarse una agrupación en la que los alumnos contribuyeran a realzar los actos académicos solemnes realizados dentro de dicha casa de estudios. En especial la ceremonia de apertura del año académico.
El 8 de octubre de 1973, se estrenó el Coro Universitario de la Universidad de Piura (UDEP).La primera presentación pública se realizó en el Teatro Municipal de Piura. Dirigió el Coro entonces la Profesora de la Escuela Regional de Música de Piura Antonia García Bohórquez. El motivo de la presentación fue la celebración de la Semana de Piura.
En el año 1989, el Dr. Luis Francisco Eguiguren Callirgos se hace cargo de la labor de promoción del Coro y convoca a los alumnos interesados en participar del proyecto. De esta manera, el Dr. Eguiguren emprende su función de Promotor del Coro UDEP, la que ha tenido vigencia hasta la actualidad.
En el año 1992, asume la Dirección el maestro Arturo Hernández Chávez, pianista piurano, compositor, arreglista y director de coro y orquesta. Es en este año en donde el Coro UDEP se consolida como tal, debido a que el maestro Hernández inicia una inmensa labor: primero, seleccionando a los alumnos que van ingresando a Coral universitaria de la Universidad de Piura, y luego perfeccionándolos en el canto polifónico.
El Coro y la Coral Universitaria, bajo la Dirección del Maestro Arturo Hernández se presentaron por primera vez el 17 de noviembre de 1992. Acompañaron la Misa de acción de gracias por la beatificación del Fundador de la Universidad: San Josemaría Escrivá de Balaguer. Se celebraba entonces, además, el décimo aniversario de la Ermita Universitaria dedicada a la Sagrada Familia, en el campus universitario de la Universidad de Piura.
El Rector de la Universidad de Piura de ese entonces, Dr. Antonio Mabres Torelló, la Dra. Luz González Umeres, profesora de la Facultad de Humanidades y el Dr. Luis Francisco Eguiguren Callirgos, Promotor, le solicitaron al maestro Hernández continuar con su labor ante los buenos resultados. Labor que ha proseguido por 28 años, hasta la actualidad.

## Selección
El Coro UDEP ha ofrecido cerca de 500 presentaciones. Lo forman estudiantes de las especialidades que ofrece la Universidad de Piura. Se inician en el canto polifónico postulando primero a la Coral Universitaria, por donde han pasado más de mil jóvenes diferentes en los últimos 28 años. Los más destacados son admitidos en el Coro, donde se perfeccionan a través de ensayos semanales, bajo la dirección del Maestro Hernández. Normalmente actúan entre 35 y 50 jóvenes que saben armonizar su tiempo de clases y estudio con los ensayos.

## Trayectoria

### Presentaciones con la Orquesta Sinfónica Municipal de Piura
El Coro ha actuado con la Orquesta Sinfónica Municipal de Piura (OSMP), inaugurada en julio del año 2002 y dirigida, entonces, por el maestro Manuel Cuadros Barr.
En el año 2002, el Coro, con la Orquesta, ofrecieron al público de las ciudades de Piura y Sullana, en dos conciertos: el Ave verum Corpus de Wolfgang Amadeus Mozart, el Coro de los Hebreos de la ópera Nabucco de Giuseppe Verdi y el Aleluya de El Mesías de Georg Haendel.
En el 2003 ofrecieron la Fantasía Coral de Beethoven, actuando como solista al piano el maestro Arturo Hernández en dos conciertos. Además, presentaron un Concierto de Navidad interpretando villancicos peruanos y el Aleluya de El Mesías de Haendel.
En el 2004, junto a la OSMP, interpretaron la Misa de la Coronación de Mozart, con la participación de solistas del Coro Nacional del Perú. También ofrecieron dos conciertos de Navidad con la OSMP: en el Teatro Municipal de Piura y en la Catedral de la ciudad. Se interpretaron el Panis Angelicus de César Franck, And the Glory of the Lord y Alleluya de El Mesías de Händel y una selección de Villancicos a la Peruana preparada por el maestro Cuadros Barr.
En Navidad del 2005, con la OSMP, interpretaron, en dos conciertos, el Gloria de Antonio Vivaldi completo y la Sonrisa de Jesús del compositor peruano Alejandro Núñez Allauca, además de una selección de canciones de Navidad de autores peruanos.
En el 2006 se presentó en el Museo de las Tumbas Reales de Sipán en Lambayeque interpretando el Gloria de Vivaldi completo, junto con la OSMP, el Coro Municipal San Miguel de Piura y solistas profesionales bajo la dirección del Maestro Cuadros Barr.

### Festivales Corales Internacionales
El Coro UDEP ha participado invitado en el 2002 al Festival Binacional de Coros organizado en Machala, Ecuador, por la Casa de la Cultura Ecuatoriana, Núcleo de El Oro.
En la ciudad del Cusco, actuó en el IX Festival Internacional de Coros organizado por el Instituto Nacional de Cultura y la Asociación Cultural Amigos de la Música en septiembre del 2007. Se presentó en el Teatro Municipal del Cusco con coros de Argentina, Bolivia, Venezuela, Cusco y Lima. Se interpretó con orquesta y solistas profesionales la Misa en Sol Mayor de Franz Schubert bajo la dirección del maestro brasilero Párcival Módolo.
En la ciudad de Arequipa actuó invitado en el Festival Internacional Cantoral 2006, organizado por la Universidad Católica San Pablo en el Teatro Municipal de Arequipa, con la participación de coros de Chile (Arica y Tarapacá) y Perú (Lima y Arequipa).
En los Festivales de Cusco y Arequipa, los Directores de Coros presentes destacaron la originalidad de los arreglos para cuatro voces juveniles realizados por el maestro Arturo Hernández.
Ha actuado también en Festivales Corales Internacionales organizados en el Teatro Municipal de Piura en 1996, 1997, 2001, 2003, 2004 y 2011; junto con coros del Ecuador (Guayaquil, Machala y Loja), Costa Rica y Perú (Lima, Trujillo y Piura).
En el año 2008, actuó en la ciudad de Guayaquil (Ecuador), brindando un recital denominado "Concordia Vocalis" en el Auditorio del Diario "Expreso".
Los días 13, 14 y 15 de noviembre de 2013 el Coro UDEP se presentó invitado en el Primer Festival Internacional de Coros Universitarios organizado por la Universidad Tecnológica Equinoccial (UTE) en Quito (Ecuador).
El 2 y 3 de septiembre de 2016 el Coro UDEP, con el auspicio de la Dirección Desconcentrada de Cultura-Piura y de la Universidad Nacional de Piura (UNP), organizó el Primer Festival Internacional de Coros Universitarios en Piura. Participaron los Coros de estudiantes de la Universidad de la Sabana, Bogotá, Colombia; de la Universidad Tecnológica Equinoccial de Quito, Ecuador; de la Universidad de Los Andes, Santiago de Chile; de la Universidad Católica San Pablo, Arequipa, Perú; de la Universidad Nacional de Piura (UNP); el Coro de la UDEP, Campus Lima, además del Coro UDEP Campus Piura, quien fue el anfitrión.
En 2018 el Coro UDEP ofreció dos recitales en Santiago de Chile. Uno en el Auditorio de la Universidad de los Andes y otro en una iglesia de la ciudad.
En 2019 los jóvenes estudiantes de Piura, bajo la Dirección del Maestro Hernández brindaron un recital de polifonía coral en el auditorio del centenario Colegio Nacional Nuestra Señora de Guadalupe en Lima.

### Recitales en diferentes ciudades del Perú
En la ciudad de Tumbes, el Coro UDEP, actuó en 1999 invitado por el Gobierno Regional, recibiendo la Medalla Spondylus del Instituto Nacional de Cultura, por favorecer el desarrollo cultural de Tumbes. En el 2006 fue invitado por la Municipalidad de Tumbes para un recital en la Plaza Mayor de la ciudad.
En la Catedral de Jaén (Cajamarca) brindó un recital en 1997 con el auspicio de la Municipalidad de Jaén, siendo nombrados visitantes ilustres de la ciudad los integrantes.
En la ciudad de Trujillo dio recitales en la Casa de la Emancipación y en el Teatro Municipal, en el 2002, con el auspicio de la Municipalidad de Trujillo, el Banco Continental BBVA y Backus.
En Cajamarca ha ofrecido recitales en septiembre del 2005, en la Catedral y en la Iglesia de San Francisco, contando con el auspicio de la Municipalidad Provincial de la ciudad, la Compañía Minera Yanacocha y la empresa Vinos Cristo de la Roca.
En Chiclayo, con el auspicio de la Municipalidad ha dado recitales en: 1996 y 2002. Se ha presentado, además, invitado, en Chiclayo, en 1993, en el Auditorio de Mutual Chiclayo y, en el 2004, en el Jockey Club.
En Cañete (Lima) realizó una gira en agosto de 1999, ofreciendo recitales al público de San Vicente, Imperial y Cerro Alegre, con el auspicio de la Prelatura de Cañete y Yauyos.

### Recitales en el departamento de Piura
En el puerto de Paita, con el auspicio de la Municipalidad Provincial ha ofrecido recitales al público en: 1996, 1997, 1998, 1999, 2003 y 2013. Especialmente durante las fiestas en homenaje a la patrona de la ciudad: Nuestra Señora de las Mercedes.
En la ciudad de Talara, con el auspicio de la empresa petrolera Petroperú, ha dado recitales en 1994, 1995, 1996 y 1999.
En Sullana, ha ofrecido recitales en 1994 y 1996 en la sala consistorial de la Municipalidad Provincial. En el Colegio Santa Rosa de los Hermanos Maristas ha actuado invitado en 1998, 1999, 2003 y 2006. Asimismo, ha actuado en Festivales Corales de la ciudad durante los años 2008, 2009 y 2010.
En la Villa Heroica de Catacaos ha ofrecido recitales por Semana Santa en 1996, 2000 y 2007. En el 2004 ofreció un recital por el aniversario de la villa.
En la capital del Alto Piura: Chulucanas, ha actuado en 1997, 2004 y 2007.
En la ciudad de Sechura ha participado invitado en la celebración central de San Jacinto Forastero en 1996, 1997, 1998, 2000, 2001, 2002 y 2003, actuando en el célebre templo de San Martín de Tours.
En la ciudad de Piura el Coro ha ofrecido numerosas presentaciones invitado por las instituciones principales de la urbe: Municipalidad Provincial, Instituto Nacional de Cultura, Arzobispado, Club Grau, Colegio de Ingenieros, entre otras.
Ha ofrecido recitales de Navidad en Piura, cada año, desde 1993, aparte de numerosas presentaciones en el campus universitario y en otros escenarios de esta ciudad como la Catedral, la Iglesia del Carmen en la Plazuela Merino y la Iglesia Santísimo Sacramento.
En la ciudad de Lima, en el año 2008, acompañó la misa de acción de gracias celebrada por el Cardenal Juan Luis Cipriani en la Catedral de dicha ciudad. En ella, interpretó una selección de la Misa en Sol Mayor de Franz Schubert y el Aleluya de El Mesías de Haendel.
En esa misma ciudad, en el año 2012, ofreció en la iglesia de la Parroquia de Habla Alemana San José un recital dentro del programa "Música en tu Templo", auspiciado por la Municipalidad de Miraflores, con una selección de 15 piezas. En dicho evento, el Coro fue aclamado unánimemente por el público miraflorino.

Finalmente, también en Lima, en octubre del año 2015 intervino en la ceremonia de premiación del Premio Esteban Campodónico Campodónico Figallo al arqueólogo Walter Alva y presentó dos recitales organizados por el Centro Cultural de la Universidad de Piura: un primero de música sacra en la iglesia del Colegio Santa Úrsula y un segundo, con un repertorio variado, en la Municipalidad de Miraflores.

### Celebraciones por sus 20 años
En el año 2012, el Coro UDEP cumplió 20 años bajo la dirección del maestro Arturo Hernández. Por dicho motivo, invitado por la Municipalidad Provincial de Sullana, brindó un recital en el Auditorio municipal de dicha ciudad.
El día martes 6 de noviembre del mismo año, el Coro UDEP brindó un recital denominado "Recital del Recuerdo: Cuatro lustros con el maestro". En él, el Coro interpretó una selección de 20 piezas que formaron parte de su repertorio durante los 20 años de trayectoria. Muchas de las cuales son arreglos del maestro Arturo Hernández.

## Actualidad
En la actualidad, el Coro UDEP sigue siendo dirigido por el maestro Arturo Hernández y promovido por el Dr. Luis Francisco Eguiguren Callirgos y el Capellán Mayor de la Universidad de Piura, P. Ricardo González Gatica; cuenta con 30 integrantes y un gran prestigio a nivel regional y nacional.

## Discografía
2010: La Cátedra de Belén
- Madre en la puerta hay un niño
- Alegría en las alturas
- A la nanita nana
- Campanas de Navidad
- José andando oía
- La quietud
- Dormía yo
- Huayno de Navidad
- Rueda por la montaña
- Manuelito
- Festejo de Navidad
- El ahijado

2011: Polifonías de lo nuestro
- Nunca me faltes (vals)
- Chabuca limeña (vals)
- Huiracocha
- Kaswa N° 2
- Piura (vals)
- Puente de los suspiros (vals)
- Viva el Perú y Sereno (vals)
- Alma mía (vals)
- San Miguel de Piura (marinera)
- San Miguel de Morropón (tondero)
- Río Piura (tondero)
- Canción de la ermita

2014: Recital de Música Sacra
- Gloria A. Vivaldi.
- Ave María T.L. Vitoria
- Ave verum corpus W.A. Mozart
- Ave María J. Arcadelt
- Benedictus  S. Giner
- O salutaris hostia L. Perosi
- Alma bendice al Señor (Coral) J.S. Bach
- ¡Oh rostro lacerado! (Coral) J.S. Bach
- Jesús es mi alegría (Coral) J.S. Bach
- O sacrum convivium O. Ravanello
- O bone Iesu G.P.Pallestrina
- Panis angelicus C.Franck
- Lacrimosa W.A. Mozart
- Anima Christi M. Frisina
- Soneto a Jesús crucificado A. Hernández
- Salmo 150 E. Aguiar
- Hallelujah G.F. Haendel